# Heliquei (Ort)
Heliquei ist ein osttimoresischer Ort im Suco Lour (Verwaltungsamt Bobonaro, Gemeinde Bobonaro).
Das Dorf liegt im Südosten der Aldeia Heliquei, auf einer Meereshöhe von 563 m. Westlich erhebt sich der Berg Lour. Eine kleine Straße verbindet Heliquei mit seinen Nachbardörfern. Südlich schließt sich gleich das Dorf Olo-Oloi an Heliquei an. Nordwestlich liegt das Dorf Tazgolo.
Die Bevölkerung in Heliquei hatte die Bevölkerung selbst Kabel und andere Technik gekauft und Bäume für Strommasten gefällt, um an das nationale Stromnetz angeschlossen zu werden.